# Manuel Colao
Manuel Colao est un ancien enfant acteur italien. Il est principalement connu pour avoir interprété le rôle de Vito dans le film de 1992, La Course de l'innocent.

## Filmographie partielle

### Cinéma
- 1992 : La Course de l'innocent
- 1994 : La Chance d'Aldo Lado : Tony Licata enfant

## Distinctions

### Nominations
- Saturn Award :
  - Nommé au Saturn Award du meilleur jeune acteur 1994 (La Course de l'innocent)